# 中国共产党绥宁县委员会
中国共产党绥宁县委员会（简称中共绥宁县委）是中国共产党在湖南省邵阳市绥宁县的领导机关。

## 历史
1950年4月，中国共产党湘西区委员会批准在芷江县（今芷江侗族自治县）建立“中国共产党绥宁县工作委员会”，彭云出任书记，之后徐敬民接任书记，10月上旬，徐敬民和县长史述率队从芷江出发绕道到武冈县（今武冈市），10月13日，同中国人民解放军第46军第136师师长曾雍雅、政委樊学文等建立“绥宁县剿匪工作委员会”。1954年10月18日，办公地址搬迁到长铺镇万家坪。1958年7月1日，中国共产党绥宁县委员会由中国共产党邵阳地区委员会领导。

### 反腐败工作
2008年1月17日陈小松遭到刑事拘留。12月5日，邵阳市中级法院对陈小松受贿案作出一审公开宣判：以受贿罪判处陈小松有期徒刑10年，并处没收个人财产人民币20万元。

## 职责
根据《中国共产党地方委员会工作条例》，中国共产党地方委员会主要实行政治、思想和组织领导，承担下列职能：
1. 对本地区重大问题作出决策。
2. 通过法定程序使党组织的主张成为地方性法规、地方政府规章或者其他政令。
3. 加强对本地区宣传思想文化工作的领导，牢牢掌握意识形态工作领导权、话语权。
4. 按照干部管理权限任免和管理干部，向地方国家机关、政协组织、人民团体、国有企事业单位等推荐重要干部。
5. 支持和保证人大、政府、政协、法院、检察院、人民团体等依法依章程独立负责、协调一致地开展工作，发挥这些组织中党组的领导核心作用。
6. 加强对本地区群团工作和统一战线工作的领导。
7. 动员、组织所属党组织和广大党员，团结带领群众实现党的目标任务。

## 历任书记
| 姓名   | 就任日期   | 卸任日期   | 备注                 |
| ------ | ---------- | ---------- | -------------------- |
| 徐敬民 | 1950年10月 | 1952年8月  | [ 1 ]                |
| 史述   | 1953年3月  | 1954年4月  | [ 1 ]                |
| 高祥云 | 1954年4月  | 1955年3月  | [ 1 ]                |
| 王西林 | 1955年9月  | 1963年3月  | [ 1 ]                |
| 车仁光 | 1957年3月  | 1958年10月 | [ 1 ]                |
| 郝义武 | 1963年4月  | 1966年1月  | [ 1 ]                |
| 刘月华 | 1966年1月  | 1966年8月  | [ 1 ]                |
| 王治国 | 1969年4月  | 1969年9月  | 文化大革命领导组组长 |
| 郭连福 | 1969年10月 | 1973年4月  | 文化大革命领导组组长 |
| 李金琢 | 1973年5月  | 1975年3月  | [ 1 ]                |
| 李祚艮 | 1975年3月  | 1980年12月 | [ 1 ]                |
| 周继明 | 1981年1月  | 1985年4月  | [ 1 ]                |
| 段德碟 | 1985年4月  | 1986年6月  | [ 1 ]                |
| 屈家海 | 1986年6月  | 1990年12月 | [ 1 ]                |
| 王长明 | 1990年12月 | 1995年8月  | [ 1 ]                |
| 刘剑英 | 1995年8月  | 1998年3月  | [ 1 ]                |
| 陈小松 | 2002年     | 2008年     | [ 6 ]                |
| 唐渊   | 2008年4月  | 2021年6月  | [ 7 ] [ 8 ]          |
| 佘芝云 | 2021年6月  |            | [ 8 ]                |